# Baseball Club Dragons Castelfranco
Il Baseball Club Dragons Castelfranco è una società italiana di baseball con sede a Castelfranco Veneto.

## Storia
La storia del club nasce nel 1966 grazie a Salvatore Tantillo e Gianfelice Trivellato, triestini giunti a Castelfranco per lavorare alla Geconf. Nacque così la Polisportiva di Castelfranco Veneto e la prima squadra.
Nei primi anni il club giocò i propri incontri casalinghi in diversi campi da calcio della zona, fintanto che negli anni '70 venne creato il primissimo rudimentale campo da baseball, ovvero l'attuale impianto di via Malavolta. La morte di Tantillo comportò tuttavia la chiusura della polisportiva, ma venne creata la nuova società Orioles Baseball Castelfranco Veneto. Nel 1980 arrivò inoltre uno sponsor, Trevisanalat, che diede nuova linfa al club.
Agli inizi degli anni '90, la società assunse l'attuale denominazione di "Dragons". Nel 1996 venne raggiunta la Serie B, così come nel 2001 quando venne vinta la Coppa Italia di Serie C1. Il campo di via Malavolta si sviluppò e divenne un vero campo da baseball, mentre la squadra oscillò tra Serie C e Serie B.
Nelle stagioni 2011, 2012 e 2013 venne sfiorato uno storico piazzamento nei play-off per la Serie A Federale, che all'epoca era il secondo maggiore campionato nazionale dietro all'Italian Baseball League.
Nel 2019 i Dragons, impegnati in Serie B, conclusero in testa il proprio girone di regular season e batterono prima Piacenza in semifinale e poi Codogno in finale, centrando così una storica promozione in Serie A2. L'unificazione tra Serie A1 e A2, avvenuta in vista dell'annata 2021, portò alla creazione di una Serie A unica a 32 squadre, che consentì così alla formazione veneta di disputare per la prima volta la massima serie nazionale. L'esordio in Serie A culminò con una salvezza all'ultima giornata, così come arrivò un'altra salvezza anche l'anno seguente, questa volta ottenuta ai play-out a Rimini dopo una decisiva gara 5 vinta di misura. Tuttavia la società rinuncia all'iscrizione al successivo campionato.